# Zvi Heifetz
Zvi Heifetz, född 9 december 1956 i Tomsk, är en israelisk diplomat som för närvarande är den israeliska ambassadören i Kina. Han har tidigare tjänstgjort som ambassadör i Storbritannien (från 2004 till 2007), ambassadör i Österrike (från 2013 till 2015) och ambassadör i Ryssland (från 2015 till 2017).
Heifetz föddes i Tomsk, Sovjetunionen och flyttade till Israel när han var 14 år. Han jobbade inom den israeliska underrättelsetjänsten i sju år och var major när han slutade i den israeliska armen. Han har en juristexamen från Tel Aviv University och är medlem i det israeliska advokatsamfundet.
Heifetz blev vice ordförande i Maariv Group 1999 och ordförande för både Hed-Arzi Music Production Company och Tower Records i Israel år 2001.
År 1989 tjänstgjorde Heifetz som en av de första israeliska diplomaterna vid den nederländska ambassaden i Moskva. År 1997 arbetade han som en extern juridisk rådgivare åt premiärminister ("Nativ") i frågor som hänför sig till före detta Sovjetunionen. Sedan 2003 har Heifetz agerat som rådgivare och talesman för det israeliska försvarsdepartementet i frågor som rör de ryskspråkiga medierna.